# 反射効
反射効（はんしゃこう）とは、当事者間に既判力のあることが、当事者と実体法上特殊な関係にある第三者に、有利または不利な影響を及ぼすことをいう。民事訴訟法学上の概念の一つ。

## 反射効の概念・理論
反射効の理論は民事訴訟法学上のものであるが、その理論的根拠は、保証債務の付随性等実体法に求められることが多い。これに対し、既判力の拡張という形で、反射効を肯定するのとほぼ同様の結論を導く立場もある。

## 反射効が有利に及ぶ場合
主債務者が受けた有利な判決の効果を保証人が援用する、というのが典型とされる。有利な判決の援用は時に攻撃的なものになり、攻撃的な援用を認めるべきではないとの指摘もある。

## 反射効が不利に及ぶ場合
反射効を認める立場によった場合、合名会社に対する判決がその社員に及ぶ、債務者に対する判決がその一般債権者に及ぶ、などとされる。これらは反射効を否定する立場でも、別の理論構成で結論が同じになる場合が多い。これに対し、主債務者の受けた不利な判決を保証人に、賃借人の受けた不利な判決を転借人に、それぞれ及ぼすべきではないとされる。

## 判例
反射効を明確に認めた最高裁判所の判例はない。しかし認めるかのようなことを述べた判例、及び否定した判例がある。

### 最判昭和51年10月21日
民集30巻9号903p。債権者が、主債務者と保証人を共同訴訟で訴えた。主債務者は争ったが保証人が争わなかったため、裁判所は弁論を分離し、先に保証人敗訴の判決が下されて確定した。一方、主債務者との訴訟では、債権者が敗訴した。債権者は保証人に対し、勝訴判決を強制執行しようとしたところ、保証人は請求異議の訴えを起こして争った。その請求異議の訴えに対する上告審判決である。
この判決は、「一般に保証人が…主債務者勝訴の確定判決を援用することにより保証人勝訴の判決を導きうると解せられるにしても」と、反射効を認めるかのような表現をしているが、結論としては保証人の請求異議を退けている。理論構成としては、主債務者勝訴の事由が、保証人の訴訟の基準時までに提出可能であったときは、保証人はもはやその事由を主張できないとしたのである。

### 最判昭和53年3月23日
判時886号35p。交通事故被害者が、運行供用者と、道路管理者の国を共同訴訟で訴えた。一審で運行供用者は相殺の抗弁を主張し、その分請求が減額されて確定した。しかし国は一審で運行供用者の相殺の抗弁を援用せず、控訴審になって運行供用者の確定判決を援用する形で、相殺の抗弁相当額の減額を主張した。控訴審は国のこの主張を認めたが、最高裁判所は破棄差戻とした。
判決は、他の債務者と債権者の間の訴訟において債権消滅の効果を認めて判決の基礎とするには、相殺が実体法上有効になされたことを確認することを必要とし、相殺の効力を認めた確定判決があっても、その効力は他の債務者には及ばないとした。この判例は反射効を否定した、と一般に理解されている。